# Повна зайнятість
Повна зайнятість — стан економіки, за якого кількість вакансій відповідає чисельності безробітних або перевищує його, тобто такий стан, за якого немає незайнятих, які бажають працювати. Однак повна зайнятість не означає 100% зайнятості усіх працездатних чи навіть усіх, хто хоче працювати. У разі повної зайнятості рівень безробіття дорівнює сумі структурного і фрикційного безробіття, тобто не мають роботи люди які або знаходяться в стані її пошуку, або ж чия кваліфікація не відповідає вимогам ринку праці внаслідок структурних змін в економіці при тому, що попит на інші професії існує. Такий рівень повної зайнятості називається природним безробіттям. За ринкової економіки це не рівень залучення працездатного населення до суспільного виробництва, а принцип, що відображає право всіх громадян на працю й освіту, підкріплене зобов'язанням держави перед своїми громадянами забезпечувати працею всіх охочих.

## Історія
Під повною зайнятістю Дж. Кейнс розумів таку зайнятість, при якій попит на працю дорівнює його пропозиції, тобто це не 100-відсоткова зайнятість. Він вважав, що коли зайнятість перевищує такий нормальний рівень, то виникає інфляція. На думку Мілтона Фрідмана, 100-відсоткова зайнятість неможлива, оскільки структурне і фрикційне безробіття неминучі. Вони становлять природний рівень безробіття, який у будь-якій країні становить 4—7%. Отже, повна зайнятість — це така кількість зайнятих, з якої вирахувано чисельність непрацюючих через структурне та фрикційне безробіття. Природний рівень безробіття наприкінці 80-х років в країнах Західної Європи становив 7%. Якщо безробіття перевищує цей рівень, то кажуть про неповну зайнятість і про те, що економічна система дає перебої.
А. Оукен сформулював закон, відповідно до якого між рівнем безробіття і реальним обсягом валового внутрішнього продукту існує обернена залежність: зниження безробіття на один відсотковий пункт щодо його природного рівня дає додатковий приріст реального ВВП приблизно на 2—2,5% і навпаки. Число 2 або 2,5 має назву коефіцієнта Оукена. Закон Оукена показує взаємозв'язок використання трудового потенціалу країни й віддачі залучених ресурсів (ефективності виробництва).